# Senzafiato
Senzafiato (italienisch für atemlos) in Miragica (Molfetta, Apulien, Italien) ist eine Stahlachterbahn vom Modell Accelerator Coaster des Herstellers Intamin, die am 3. April 2009 eröffnet wurde. Ab 2019 war die Bahn zusammen mit dem Rest des Parks geschlossen und 2021 oder 2022 wurde die Bahn abgebaut. Im Juli 2024 sollte sie im Playland (Kanada) als ThunderVolt wiedereröffnet werden.
Die 380 m lange Strecke erreicht eine Höhe von 18 m und gilt damit in Sachen Höhe als die kleinste Achterbahn des Modells. In Miragica beschleunigte ein hydraulisches Katapultsystem die Züge innerhalb von 2,2 Sekunden von 0 auf 80 km/h.
Wenn die Bahn in Playland eröffnet wird, soll sie über ein LSM-Katapultsystem verfügen. Der Hersteller Zamperla führte den Umbau des Beschleunigungssystems durch.

## Zug
Senzafiato besitzt einen einzelnen Zug mit drei Wagen. In jedem Wagen können vier Personen (zwei Reihen à zwei Personen) Platz nehmen.